# Gombos Jim és a Rettegett 13 (film)
A Gombos Jim és a Rettegett 13 (eredeti cím: Jim Knopf und die Wilde 13) 2020-ban bemutatott német kalandfilm, amelyet Dennis Gansel rendezett, a Michael Ende azonos című könyve alapján és a 2018-ban bemutatott Gombos Jim és Lukács, a masiniszta című film folytatása. A címszerepet Solomon Gordon (Gombos Jim) és Henning Baum (Lukács) alakítja.
A filmet Németországban 2020. október 1-én mutatták be, Magyarországon pedig 2021. október 14-én.

## Szereplők
| Szereplő                                                                                | Színész                | Magyar hang      | Leírás                                                                      |
| --------------------------------------------------------------------------------------- | ---------------------- | ---------------- | --------------------------------------------------------------------------- |
| Gombos Jim                                                                              | Solomon Gordon         | Tóth Márk        | A film főszereplője, egy néger kisfiú, aki Lukáccsal útra kel.              |
| Lukács, a masiniszta                                                                    | Henning Baum           | Király Attila    | Jim legjobb barátja, egy mozdonyvezető, aki Emma nevű mozdony masinisztája. |
| Mitmondné                                                                               | Annette Frier          | Solecki Janka    | Jim nevelőanyja.                                                            |
| Alfonz király                                                                           | Uwe Ochsenknecht       | Hirtling István  | ?                                                                           |
| Feszes úr                                                                               | Christoph Maria Herbst | Seress Zoltán    | ?                                                                           |
| Tur Tur                                                                                 | Milan Peschel          | Végh Péter       | A vegetáriánus óriás.                                                       |
| Li Szi hercegnő                                                                         | Leighanne Esperanzate  | Vida Sára        | Jim szerelmese, aki Mandala császárának kislánya.                           |
| Moncsipancsi                                                                            | Sonja Gerhardt         | Csifó Dorina     | Egy hableány, aki Lormorál király legkisebb lánya, és Ubulusz menyasszonya. |
| Kapitány                                                                                | Hon Ping Tang          | Varga Rókus      | ?                                                                           |
| Elsőtiszt                                                                               | Wu Jin Zhao (Sunny)    | Törköly Levente  | ?                                                                           |
| Császár                                                                                 | Kao Chenmin            | Cs. Németh Lajos | Mandala császára és Li Si hercegnő édesapja                                 |
| Ping Pong                                                                               | Eden Gough             | ?                | Egy kínai kisfiú                                                            |
| Postás                                                                                  | Volker Michalowski     | ?                | ?                                                                           |
| Szereplő                                                                                | Eredeti hang           | Magyar hang      | Leírás                                                                      |
| Mesélő                                                                                  | Thomas Fritsch         | Papp János       | –                                                                           |
| Nepumuk                                                                                 | Michael Herbig         | Hamvas Dániel    | Jim és Lukács barátja, egy félsárkány, aki félig sárkány, félig víziló.     |
| Vicsorné                                                                                | Judy Winter            | Halász Aranka    | A gonosz sárkányasszonyból lett Bölcsesség aranysárkánya.                   |
| További magyar hangok                                                                   |                        |                  |                                                                             |
| Barbinek Péter, Bartók László, Bordás János, Sipka Gábor, Szrna Krisztián, Vince Attila |                        |                  |                                                                             |

## Gyártás
Az előző rész bukása ellenére berendelték a folytatást. Az előző rész szereplői mind visszatértek a folytatására. A forgatás 2019. március 4-én kezdődött Dél-Afrikában és a Babelsberg Studiosban. 2019. május 7-én ért véget a forgatás.